# XMMS
X Multimedia System или XMMS (англ. „екс ем ем ес“, често изписвано с кирилица „ХММС“, „Мултимедийна система за Хикс“) е свободна програма за слушане на музикални файлове. Програмата много прилича на известната Уинамп и работи с повечето операционни системи ГНУ/Линукс и Юникс.
Програмата е публикувана през ноември 1997 с името „X11Amp“ (сменено на „XMMS“ през юли 1999) от Питър и Майкъл Алм, когато още няма добри програми за слушане на музикалните файлове МП3 в ГНУ/Линукс. По външен вид ХММС е подобна на Уинамп за Уиндоус и още от първата си версия поддържа „кожи“ („кожуси“, „скинове“), съвместими с Уинамп. Изходният програмен код е достъпен с лиценза GNU GPL.
ХММС поддържа основните аудио формати:
- музикални компакт-дискове, включително чрез търсене във FreeDB
- МП3 в нива 1, 2 и 3 (чрез библиотеката mpg123)
- Ворбис
- WAV
- Спийкс, висококачествен формат за компресиране на глас
- FLAC, аудио компресия без загуба
- AAC се поддържа чрез външна библиотека
- MPC се поддържа чрез външна XMMS-Musepack библиотека
- Уиндоус Медия Аудио (WMA) чрез външна библиотека [1]
- ХММС поддържа публикуване в мрежа чрез Айскаст и Шауткаст
- ХММС поддържа „кожите“ на Уинамп 2
- много други аудио и видео формати се поддържат чрез външни библиотеки.